# Cantone di Dreux-1
Il Cantone di Dreux-1 è una divisione amministrativa dell'arrondissement di Dreux.
È stato costituito a seguito della riforma approvata con decreto del 24 febbraio 2014, che ha avuto attuazione dopo le elezioni dipartimentali del 2015.

## Composizione
Comprende parte della città di Dreux e i comuni di:
- Allainville
- Aunay-sous-Crécy
- Boissy-en-Drouais
- Crécy-Couvé
- Garancières-en-Drouais
- Garnay
- Louvilliers-en-Drouais
- Marville-Moutiers-Brûlé
- Saulnières
- Tréon
- Vernouillet
- Vert-en-Drouais